# Burdines
Burdines was een Amerikaanse keten van warenhuizen die actief was in de staat Florida, met het hoofdkantoor in Miami. De oorspronkelijke winkel werd in 1896 in Bartow, Florida geopend als koetswinkel. Gedurende zijn bijna 110-jarige geschiedenis groeide Burdines uit tot een populaire warenhuisketen, bekend als 'The Florida Store', versierd met palmbomen in het midden van de winkel, geschilderd in roze en blauw, en andere subtropische kleuren en motieven. In 1956 werden de winkels een onderdeel van Federated Department Stores, Inc., nu Macy's, Inc. Op 30 januari 2004 werd het omgedoopt tot Burdines-Macy's, en een jaar later, op 6 maart 2005, werd de naam Burdines helemaal geschrapt. Het merendeel van de winkels kreeg de nieuwe naam Macy's, terwijl een handvol werd gesloten.

## Geschiedenis

### 19e eeuw

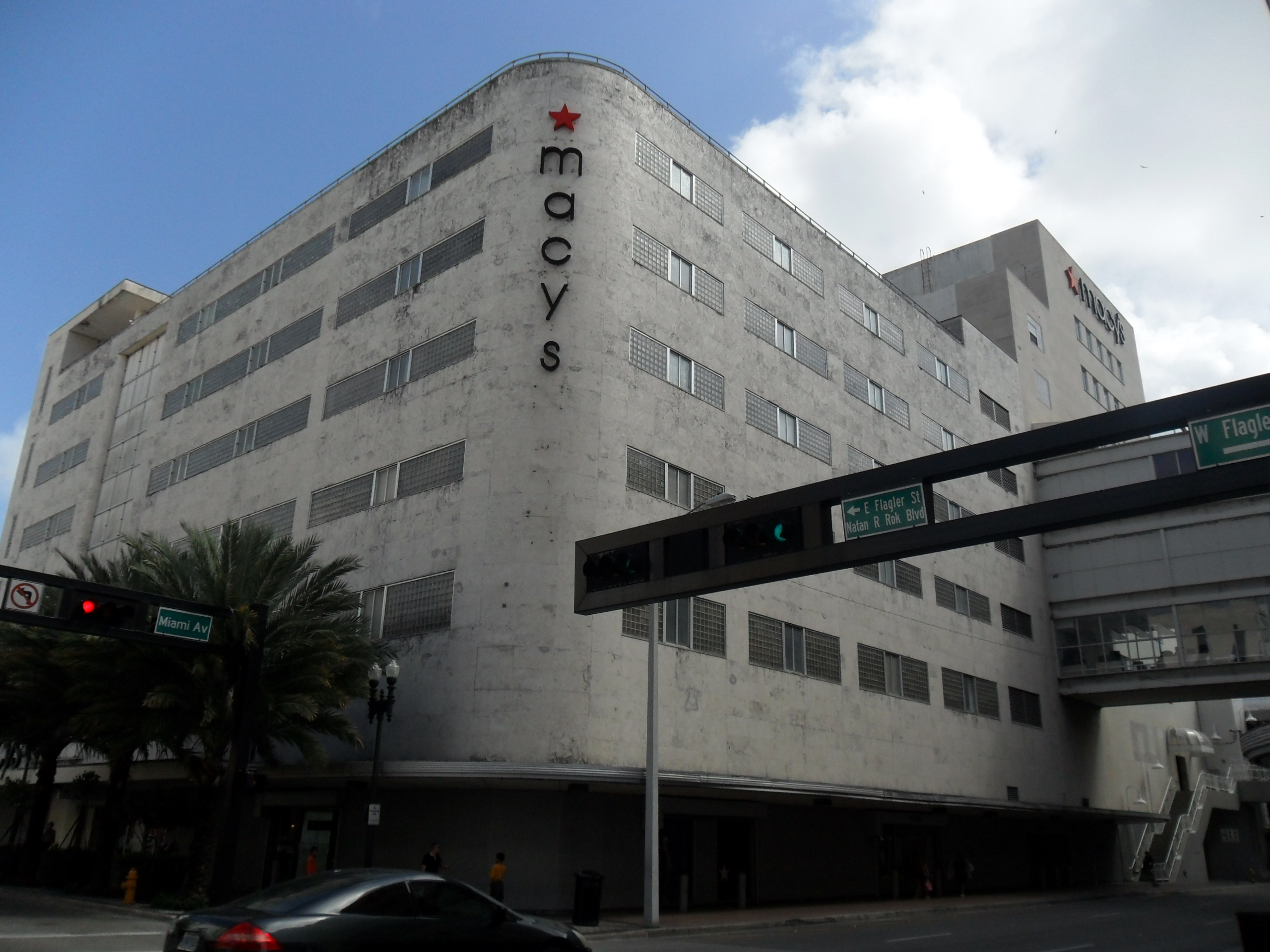
Het historische Burdines-gebouw in het centrum van Miami, dat tot de sluiting dienstdeed als vlaggenschipwinkel van Burdines en een van de belangrijkste winkels van Macy's

In 1897 openden Henry Payne en William M. Burdine een textielwinkel in de stad Bartow in centraal Florida. Een jaar later verliet Payne het bedrijf en haalde Burdine zijn zoon John binnen als partner, wat resulteerde in de naamswijziging van het bedrijf naar W.M. Burdine and Son. In 1898 kocht Burdine een blok aan South Miami Avenue, één blok ten zuiden van Flagler Street, in de toen nog jonge gemeenschap van Miami. Dat jaar opende hij op die locatie de eerste W.M. Burdine & Son-winkel, slechts twee jaar nadat de eerste mensen vanuit de onlangs voltooide Florida East Coast Railway naar het gebied waren gekomen om de stad te ontwikkelen. In zijn kleine winkeltje stonden slechts een paar planken vol kleding, die voornamelijk verkocht werd aan bouwvakkers, soldaten uit de Spaans-Amerikaanse Oorlog en de lokale Miccosukee- en Seminole-indianen. Burdine was verbaasd over de zaken die hij in Miami deed en besloot zijn winkel in Bartow te sluiten en zijn operationele basis naar Miami te verplaatsen, waarbij hij de bedrijfsnaam veranderde in Burdines and Sons.

### 20e eeuw

Burdines oud logo

William stierf in 1911 en zijn andere zoon, Roddy, nam de keten over. Tegen die tijd was Burdines uitgegroeid tot een volwaardig warenhuis en bleef het uitbreiden. De grondhausse in de jaren twintig zorgde ervoor dat de winkel zijn eerste filiaal in Miami Beach opende. Naarmate de bevolking van Florida groeide, groeide ook het aantal vestigingen van Burdines. In de dertig jaar daarna werden er nog vier vestigingen geopend in de staat Florida.
Eind jaren 1940 opende Burdines een internationaal postorderprogramma dat zich richtte op Latijns-Amerika . Hierdoor werd het bedrijf steeds populairder en stuurden militairen die op Cuba gestationeerd waren elke zes maanden een bevoorradingsschip naar Miami met bestellingen voor Burdines.
In 1956 fuseerde Burdines met Federated Department Stores, Inc. De financiële steun van Federated stelde Burdines in staat om in de jaren 1970 en 1980 noordwaarts en westwaarts te groeien. Vanaf 1966 opende Burdines winkels in:
- Hialeah (in de Westland Mall)
- Pompano Beach
- Hollywood
- Orlando (in de Orlando Fashion Square)
- Altamonte Springs
- Clearwater (in de Clearwater Mall)
- Sarasota (in de Southgate Mall)
- Fort Lauderdale (uitverkoopcentrum)
- Plantage (in de Broward Mall)
- Boca Raton
- South Dade (uitverkoopcentrum)
- Fort Myers (in de Edison Mall)
- West Palm Beach (in het Palm Beach Shopping Center)
- Saint Petersburg
- Cutler Ridge
- Fort Lauderdale (in The Galleria in Fort Lauderdale, 1981)
- Daytona Beach
- Lakeland (in de Lakeland Square Mall)
- Doral (in de Miami International Mall)
- Melbourne (in de Melbourne Square Mall)
- Tampa (in het Tampa Bay Center en de University Square)
- Coconut Grove (in de Mayfair Shops, 1984-1991)
- Coral Springs (in de Coral Square Mall)
- Boynton Beach
- Palm Beach Gardens (in de Gardens Mall)

In 1971 werd de Burdines store in de Dadeland Mall werd de grootste voorstedelijk warenhuis ten zuiden van New York. Burdines probeerde ook autocentra uit, te beginnen in 1960, op hun locatie aan 163rd Street en in het Miami warehouse, na het testen in Fort Lauderdale.
In 1991, na de fusie van Federated met Allied Stores Corporation in 1988 en de daaropvolgende faillissementsreorganisatie, nam Burdines de in Tampa gevestigde Maas Brothers/Jordan Marsh Florida-divisie van Allied over. Veel van de winkels werden omgezet naar Burdines en de rest werd gesloten. Door de ombouw waren er toen 58 Burdines-filialen in de staat Florida, meer dan twee keer zoveel als het oorspronkelijke aantal van 27.
In de jaren 1990 werden winkels geopend in de Pembroke Lakes Mall in Pembroke Pines in de metropoolregio Miami, in het Brandon Town Center in Brandon in de regio Tampa Bay en in het Seminole Towne Center in Sanford in de metropoolregio Orlando.

### 21e eeuw

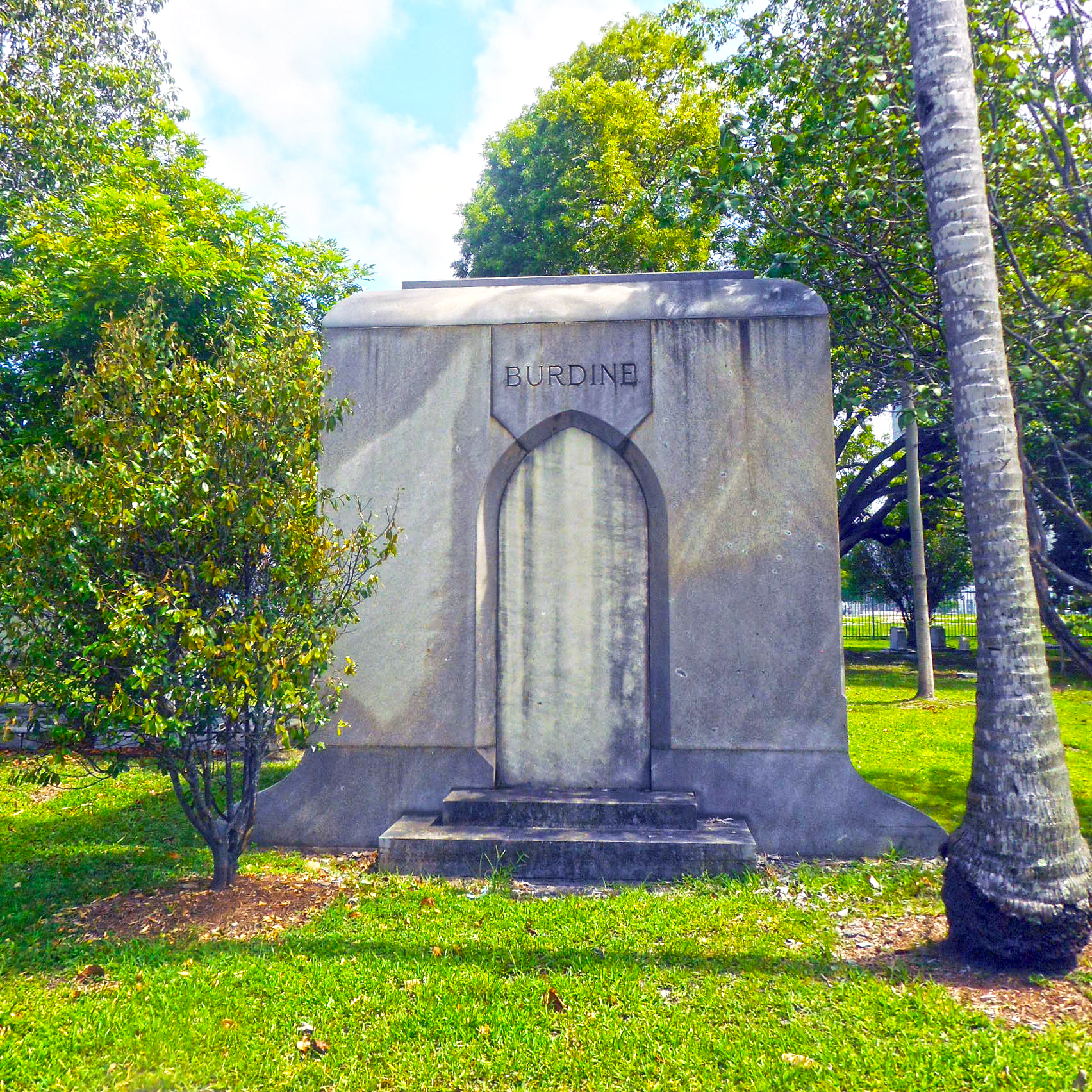
Het mausoleum van de familie Burdine op de begraafplaats van Miami City

Van 1999 tot 2001 maakte Burdines een enorme groei door. De winkel breidde uit naar zeven nieuwe locaties en de bestaande winkels werden grondig gerenoveerd, met een lichter kleurenpalet en een verbeterde inrichting. De winkels waar het publiek het meest naar uitkeek en die in deze periode werden geopend, waren de winkels in de uitbreidingen van The Florida Mall in Orlando en de Aventura Mall in Aventura. Andere winkels werden geopend in nieuwe winkelcentra, zoals in het Citrus Park Town Center in Citrus Park en in The Mall at Wellington Green in Wellington.

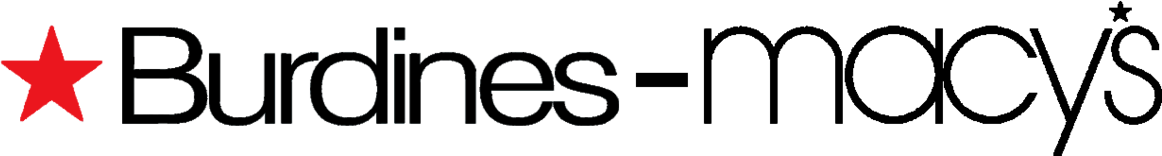
Burdines-Macy's overgangslogo

In deze periode probeerde Burdines ook een nieuwe indeling uit in hun winkel in de Tyrone Square Mall in Saint Petersburg, in een poging het gemak voor winkelend publiek te verbeteren. De winkel ging over op een centraal kassasysteem en de verwachting was dat dit populairder zou worden onder klanten, omdat ze dan nog maar één keer langs de kassa hoefden voordat ze weer naar huis konden. Het ontwerp mislukte echter, omdat een medewerker handmatig een gecodeerde sticker (waarop stond wie de verkoop had gedaan) op het prijskaartje van elk artikel moest plakken voordat de klant de winkel verliet. Burdines liet dit gemaksplan daarom al snel varen en het bedrijf ging weer over op de traditionele kassa-indeling.
De voormalige vlaggenschipwinkel in Miami, die in fasen werd gebouwd van de jaren 1910 tot en met de jaren 1930, bleef als Macy's in bedrijf tot het in maart 2018 werd gesloten. Ross Stores huurde het gebouw in 2019 en is het nu aan het herontwikkelen om een nabijgelegen winkel te verplaatsen. Het pand zou eerder worden gesloopt en plaatsmaken voor een wolkenkrabber van 92 verdiepingen. De herontwikkeling zal het mogelijk maken om een tweede winkel op de eerste verdieping van het gebouw te vestigen.  